# 中國國儲能源
中国国储能源化工集团股份公司，簡稱中国国储能源（英語：CHINA ENERGY RESERVE AND CHEMICALS GROUP COMPANY LIMITED），在1981年，由中華人民共和國政府批准成立，2010年，由中國海外控股集團有限公司進行重組，其業務石油、天然气、非常规能源的勘探、开发、运输及港口、码头的储备储运；新能源、再生能源、循环能源的科技研发；能源贸易、金融资本。本公司由北京市人民政府（以北京市商務委員會名義，佔約30%）、中國石油（佔26.85%）、中共中央對外聯絡部等六個國家部委/企業實際持有。
2015年4月20日，該公司旗下CHINA ENERGY RESERVE AND CHEMICALS GROUP OVERSEAS COMPANY LIMITED發行於2022年到期且金額為2,000,000,000港元按6.30厘計息之擔保債券（港交所股份代號：5503）。
2017年11月1日，該公司聯營公司「中國港澳台僑和平發展亞洲地產有限公司」，以402億港元（51.5億美元），收購原長江實業集團有限公司所持有中環中心，包括入口大堂樓層的1至6號舖，以及19-23樓、25-33樓、35-39樓、43樓、45-53樓、55-59樓、61-63樓、65-69樓、72樓、75-78樓，地下1層至地下3層的402個泊車位和地下上層、入口大堂樓層、6樓、42樓及天台頂層之展示空間權益，合共涉及樓面122萬方呎（75%權益），平均呎價32921港元。但是，由於內地企業監管政策所限，中國國儲能源已於2018年2月尾將中環中心55%權益出售。
2019年，中國國儲能源旗下的上海國儲能源無法償還一筆4億美元的債務，有23家銀行受影響。

## 連結
- cercg.com（页面存档备份，存于）